# 사라 올굿
사라 올굿(Sara Allgood, 1879년 10월 15일 ~ 1950년 9월 13일)는 아일랜드의 연극 배우, 영화배우, 배우이다.
더블린에서 태어났으며 우들랜드힐스에서 사망하였다. 사인은 심근 경색이다.

## 출연
- 에딘버러시의 영웅 (1949년)
- 원 터치 오브 비너스 (1948년)
- 더 패블러스 도르시스 (1947년)
- 마이 와일드 아이리시 로즈 (1947년)
- 마더 워 타이츠 (1947년)
- 모닝 비컴 일렉트라 (1947년)
- 나선 계단 (1946년)
- 클루니 브라운 (1946년) - 메일 부인 역
- 키티 (1945년)
- 더 로저 (1944년)
- 왕국의 열쇠 (1944년)
- 제인 에어 (1943년) - 베시 역
- 언제나 영원히 (1943년)
- 록시 하트 (1942년)
- 디스 오보브 올 (1942년)
- 지킬 박사와 하이드씨 (1941년)
- 해밀턴 부인 (1941년) - 캐도건-리온 부인 역
- 나의 계곡은 푸르렀다 (1941년)
- 찻잔 속의 폭풍 (1937년)
- 사보타주 (1936년)
- 게으름뱅이 (1935년)
- 주노와 공작 (1930년)
- 협박 (1929년)
- 서쪽 나라의 건달 (1907년)